# Trybunał inkwizycji w Madrycie
Trybunał inkwizycji w Madrycie – jeden z trybunałów hiszpańskiej inkwizycji, oficjalnie zwany Trybunałem inkwizycji na dworze królewskim (Tribunal de la Inquisición de Corte). Istniał od połowy XVII wieku do 1820 (z przerwą w 1808-1814).

## Historia
Madryt w końcu XV wieku nie był miejscowością o większym znaczeniu politycznym lub kościelnym. W związku z tym nie stał się wówczas siedzibą trybunału inkwizycyjnego, lecz (zgodnie z przynależnością diecezjalną) znalazł się w okręgu trybunału inkwizycji z Toledo. W 1490 odnotowano w źródłach wizytację Madrytu i okolic przez inkwizytorów Toledo, a w XVI wieku w Madrycie rezydował komisarz trybunału toledańskiego.
Sytuacja zaczęła się zmieniać stopniowo po 1561, gdy Madryt stał się siedzibą dworu królewskiego, w tym także Rady Najwyższej i Generalnej Inkwizycji (tzw. Supremy). Począwszy od 1583 Suprema zaczęła wyznaczać bezpośrednio własnego komisarza w Madrycie, obok komisarza inkwizytorów Toledo. Komisarz ten był kimś w rodzaju łącznika między trybunałem toledańskim a Supremą i nie miał prawa samodzielnie, bez konsultacji z inkwizytorami z Toledo, prowadzić procesów. W 1593 w trybunale toledańskim, w którym zasiadało dotąd (od 1568) trzech inkwizytorów, mianowano czwartego inkwizytora z obowiązkiem rezydencji w Madrycie na dworze królewskim (tzw. despacho al Corte - "delegat na dworze królewskim"). Z jednej strony było to potwierdzenie przynależności stolicy do okręgu Toledo, z drugiej jednak, rezydujący na dworze inkwizytor zyskiwał stopniowo coraz większą autonomię względem inkwizytorów z Toledo.
W 1601/2 Toledo utraciło status trybunału dworskiego z uwagi na przeniesienie stolicy do Valladolid. Tym samym zlikwidowano urząd inkwizytora rezydującego w Madrycie. Jednakże już w 1606/7 dwór królewski powrócił do Madrytu, wobec czego przywrócono poprzednią strukturę w ramach trybunału toledańskiego. Począwszy jednak od około 1620 wzrastała autonomia tej struktury. W 1624 i 1632 w Madrycie odbyły się ceremonie auto da fe, formalnie przez trybunał z Toledo, ale faktycznie bezpośrednio pod patronatem Supremy i madryckiego "delegata". Rozrastał się też liczebnie personel pomocniczy inkwizytora rezydującego na dworze, np. w 1638 "delegat na dworze" dysponował w zasadzie identycznym personelem, co standardowy trybunał inkwizycyjny. Prowadziło to do napięć z inkwizytorami rezydującymi w stolicy okręgu Toledo i w rezultacie w 1644 urząd "delegata na dworze królewskim" został zniesiony. Jednak już w 1648 został on przywrócony, a począwszy od 1659 inkwizytorzy madryccy zaczęli być tytułowani jako "inkwizytorzy trybunału dworskiego", co oznaczało przypieczętowanie wyodrębnienia się trybunału dworskiego ze struktury inkwizycji z Toledo. W tym samym roku nowy trybunał zorganizował swoje pierwsze auto da fe. Jednakże pierwsze samodzielne procesy wszczął już kilka lat wcześniej (w 1650/51). Mimo to bliskie więzi z Toledo trwały nadal, np. wielkie auto da fe odprawione w Madrycie w 1680 w obecności króla było formalnie przeprowadzone przez trybunał toledański, a aż do 1752 trybunał dworski nie dysponował własnym bractwem zauszników (familiares). Dopiero w 1752 inkwizytorzy z Madrytu i Toledo porozumieli się co do wyodrębnienia bractwa zauszników przypisanego do trybunału madryckiego.
W XVIII wieku trybunał dworski uchodził za najbardziej prestiżowy w całej inkwizycji hiszpańskiej, ze względu na swe bliskie związki z Supremą. Niektórzy z inkwizytorów byli jednocześnie radcami w Supremie. Jednocześnie trybunał bywał włączany w rozgrywki na dworze królewskim, czego przykładem może być proces Pablo Olavide w 1775-1778.
Trybunał w Madrycie został zniesiony po raz pierwszy w 1808 przez napoleońskiego króla Hiszpanii Józefa Bonaparte, co potwierdziły następnie hiszpańskie Kortezy w 1813. W 1814 król Ferdynand VII Burbon, po klęsce Napoleona, powrócił na tron i przywrócił inkwizycję, w tym jej trybunał madrycki. Jednak liberalna rewolucja w 1820 zniosła ją definitywnie.

## Obszar jurysdykcji
Jurysdykcja trybunału obejmowała wyłącznie miasto Madryt i jego najbliższe okolice.

## Archiwum i statystyki z działalności
Archiwum trybunału w Madrycie zostało zniszczone po zniesieniu tego trybunału w 1820. Wprawdzie obecnie w Narodowym Archiwum Historycznym w Madrycie znajduje się zbiór zatytułowany Tribunal de la Inquisición de Corte, jednak jest to jedynie niewielka kolekcja obejmująca wyłącznie fragmenty jego rejestrów finansowych i korespondencji. Dlatego historia trybunału w Madrycie odtwarzana jest głównie w oparciu o dokumentację z archiwum Rady Najwyższej i Generalnej Inkwizycji (tzw. Supremy) w Madrycie. Na podstawie tej dokumentacji hiszpański historyk Juan Blasquez Miguel skatalogował łącznie 1891 procesów prowadzonych przez madrycki trybunał w latach 1651-1819. W ich wyniku 23 osoby zostały stracone, a na 16 innych wykonano symboliczne egzekucje in effigie.